# Фред Дейвис
Фред Дейвис е английски професионален играч на снукър и билярд, Той е един от най-популярните личности в играта с професионална кариера, продължила от 1929 до 1993 г.

## Ранен живот
Фред Дейвис е роден на 14 август 1913 г., в Честърфийлд, Дербишир. Той е брат на Джо Дейвис.

## Кариера
През 1929 г. печели британското първенство по билярд за момчета под 16 г. Така той се превръща в професионален играч автоматично съгласно правилата на Асоциацията и контролния съвет на билярд през 1929 година. Фред Дейвис печели 8 пъти Световното първенство по снукър, през 1948, 1949, 1951, 1952 – 1956 г.

## Пенсиониране
Фред Дейвис се пенсионира едва през 1993 г., на 79 години, като губи от бъдещия световен шампион Рони О'Съливан, 5 – 1 в квалификацията за Гран При през последния му сезон.
Умира на 16 април 1998 г. в Денбишър, три дни след падане в дома си.